# Walton (Indiana)
Walton es un pueblo ubicado en el condado de Cass en el estado estadounidense de Indiana. En el Censo de 2010 tenía una población de 1049 habitantes y una densidad poblacional de 950,75 personas por km².

## Geografía
Walton se encuentra ubicado en las coordenadas 40°39′45″N 86°14′40″O / 40.66250, -86.24444. Según la Oficina del Censo de los Estados Unidos, Walton tiene una superficie total de 1.1 km², de la cual 1.1 km² corresponden a tierra firme y (0%) 0 km² es agua.

## Demografía
Según el censo de 2010, había 1049 personas residiendo en Walton. La densidad de población era de 950,75 hab./km². De los 1049 habitantes, Walton estaba compuesto por el 93.23% blancos, el 0.29% eran afroamericanos, el 0.1% eran amerindios, el 0.29% eran asiáticos, el 0% eran isleños del Pacífico, el 4.48% eran de otras razas y el 1.62% pertenecían a dos o más razas. Del total de la población el 9.53% eran hispanos o latinos de cualquier raza.